# Szymon Midera
Szymon Krzysztof Midera (ur. 7 sierpnia 1975) – polski menedżer, bankowiec, przedsiębiorca, w latach 2015–2016 prezes zarządu Banku Pocztowego, od 2024 prezes banku PKO BP.

## Życiorys
Ukończył Międzynarodowe Stosunki Gospodarcze i Polityczne na Uniwersytecie Łódzkim, Advanced Management Programme w INSEAD w Fontainebleau, a także Executive MBA Program na Wydziale Zarządzania Uniwersytetu Łódzkiego. W 2000 pracował jako doradca wojewody łódzkiego, a następnie doradca prezesa zarządu Banku Częstochowa. W latach 2001–2008 pracował w mBanku, początkowo jako rzecznik i szef Biura Prasowego, a od 2003 jako szef Działu Komunikacji i Zarządzania Marką. W 2005 został zastępcą dyrektora, a w 2007 dyrektorem do spraw marketingu i relacji inwestorskich w tym banku. W latach 2008–2015 pełnił funkcję wiceprezesa, a w latach 2015–2016 prezesa zarządu Banku Pocztowego. Od lutego do marca 2024 członek rady nadzorczej banku PKO BP delegowany do pełnienia obowiązków wiceprezesa zarządu. Od marca 2024 prezes zarządu PKO BP.
Jest właścicielem spółki Shumee działającej w obszarze handlu elektronicznego. 
Jest przewodniczącym Rady ds. Przedsiębiorczości na Uniwersytecie Łódzkim oraz pełnomocnikiem prezydent Łodzi Hanny Zdanowskiej do spraw pozyskiwania inwestorów, a także członkiem Rady Programowej MasterClass przy Fundacji Centrum Twórczości Narodowej i fundatorem honorowym Fundacji Internet PR.

## Życie prywatne
Pochodzi z Łodzi. Jego żoną była Anna Midera – prezes Portu Lotniczego im. W. Reymonta w Łodzi, z którą ma cztery córki.